# Feliciano Viera
Feliciano Alberto Viera Borges, né le 8 novembre 1872 à Salto et mort le 13 novembre 1927 à Montevideo, est un homme d'État uruguayen.
Il est le président de l’Uruguay du 1er mars 1915 au 1er mars 1919.

## Biographie
Membre du Parti colorado. Pendant la Première Guerre mondiale, il a combattu pour les Alliés. En septembre 1917, Viera a reçu la grande croix de la Légion d'honneur de la France. Il a également été ministre de l'Intérieur de l'Uruguay.